# إليزابيث كوستوفا
إليزابيث جونسون كوستوفا (بالإنجليزية: Elizabeth Johnson Kostova)(من مواليد 26 ديسمبر 1964) هي كاتبة روائية أمريكية اشتهرت بروايتها الأولى المؤرخ.

## حياتها
ولدت إليزابيث جونسون في نيو لندن بولاية كونيتيكت، ونشأت في نوكسفيل بولاية تينيسي، حيث تخرجت من مدرسة ويب في نوكسفيل. وحصلت على شهادتها الجامعية من جامعة ييل  وماجستير في الفنون الجميلة من جامعة ميشيغان 

## رواياتها
- المؤرخ (2005)
- لصوص البجع (2010)
- أرض الظل (2017)

## روابط خارجية
- موقع إليزابيث كوستوفا الرسمي
- مؤسسة إليزابيث كوستوفا